# 211379 Claytonwhitted
211379 Claytonwhitted este un asteroid din centura principală de asteroizi.

## Descriere
211379 Claytonwhitted este un asteroid din centura principală de asteroizi. A fost descoperit pe 5 octombrie 2002 la Apache Point Observatory în cadrul programului Sloan Digital Sky Survey. Asteroidul prezintă o orbită caracterizată de o semiaxă mare de 2,64 ua, o excentricitate de 0,07 și o înclinație de 8,6° în raport cu ecliptica.